# Terremoto di Sansepolcro del 1948
Il terremoto di Sansepolcro del 1948 è stato un evento sismico verificatosi nel 1948 nell'alta valle del Tevere, nei pressi di Sansepolcro (AR).

## Eventi sismici
Il sisma si verificò la mattina del 13 giugno 1948, alle ore 08:34 (le 07:34 dell'ora solare), e fece registrare una magnitudo momento di 5.1 ed un'intensità pari al VII-VIII livello della scala Mercalli. L'epicentro viene collocato circa 1 km a nord di Sansepolcro, nell'alta valle del Tevere, a cavallo tra le province di Arezzo e Perugia.
La scossa principale fu immediatamente seguita da un'altra di notevole intensità; ulteriori repliche furono registrate nel corso dell'intera giornata e per le settimane successive.

## Danni e vittime
Il centro maggiormente colpito fu Sansepolcro, dove era ancora vivo il ricordo del terremoto della Valtiberina del 1917 e dove la sequenza sismica causò scene di panico e l'abbandono quasi completo delle case, con 2 500 sfollati. In città alcuni edifici subirono crolli parziali mentre la restante parte risultò lesionata; risultarono particolarmente colpiti l'ospedale, la Cattedrale e la chiesa di San Francesco dove il crollo di una volta causò una vittima. Nel complesso vi furono anche una decina di feriti. Lungo tutta la cerchia delle mura medicee si realizzarono accampamenti e baracche provvisorie.
Danni rilevanti vi furono anche a San Giustino, in provincia di Perugia. Danni minori si verificarono in tutta l'alta Valtiberina e, più precisamente, a Caprese Michelangelo, Città di Castello, Chiusi della Verna e Pieve Santo Stefano.
I danni furono inizialmente valutati in 400-600 milioni di lire, ma si stima che arrivarono a sfiorare il miliardo. Nei giorni successivi al terremoto, accorsero in città il Presidente del Consiglio dei ministri, Alcide De Gasperi, e il Ministro del Lavoro Amintore Fanfani, quest'ultimo originario della valle.